# پری چمنزار
پری چمنزار (نام علمی: Aterica galene) نام یک گونه از سرده پری‌های چمنزار است.